# Gebo, Wyoming
Gebo är en övergiven ort i Hot Springs County i centrala delen av den amerikanska delstaten Wyoming, belägen omkring 18 kilometer norr om countyts huvudort Thermopolis. Orten grundades som en kolgruvstad 1907, samtidigt som grannorterna Crosby och Kirby. Den uppkallades efter kanadensaren Samuel Wilford Gebo, grundare av Owl Creek Coal Company, som öppnade ortens första gruva. Under en period bodde upp till 20 000 personer i gruvdistriktet omkring Gebo, så att Gebo vid denna tid var den största orten i countyt. Efter att den sista gruvan stängdes 1938 avfolkades orten snabbt och 1971 revs stora delar av staden, även om vissa byggnader och ortens kyrkogård fortfarande finns kvar på platsen.